# Худбард
Худбард или Худбад (Houdbaad, Hudbaad, Khudbard) е вожд от ок. 584 до ок. 600 г. на племето уногундури – федерация на кутригурите и утигурите. Аварският каган Баян го поставя да владее Оногурия. Негов предшественик е Сандилх.
Худбад умира от епидемия през 599 г. или през 601 г. в битката на река Тиса между Византия и аварите. След смъртта му регент на Оногурия става Органа, вуйчото на Кубрат.